# رهال
رهال هي قرية في مقاطعة خوي، إيران. يقدر عدد سكانها بـ 1056 نسمة بحسب إحصاء 2016.